# 張允濟
張允濟（1536年—？），字愛甫，順天府固安縣（今河北省固安縣）通關廂人。明朝政治人物。嘉靖壬戌進士，官至山東巡撫。

## 生平
嘉靖三十四年（1555年）顺天府乡试第五十六名舉人，嘉靖四十一年（1562年）中式壬戌科二甲進士。授戶部主事，陞郎中，負責督理大同邊防儲備。因事降荊門州同知，轉任兩淮運司判官，歷任絳州知州、鄭州知州，南京戶部員外郎、工部郎中、淮安府知府、山東布政司右參政管淮安府事。萬曆十七年（1589年）十月升浙江按察司按察使、整饬淮扬海防，晋本省右布政，二十二年十月调陝西左布政，又调山东，二十三年四月官至都察院右僉都御史、巡撫山東。卒諡介穆。身後入祀固安鄉賢祠。

## 家族
曾祖父張璽；祖父張志，曾任庆阳府同知；父張佳運，曾任海州吏目，嫡母李氏、繼母李氏、王氏、生母朱氏。慈侍下。